# Leydy Pech

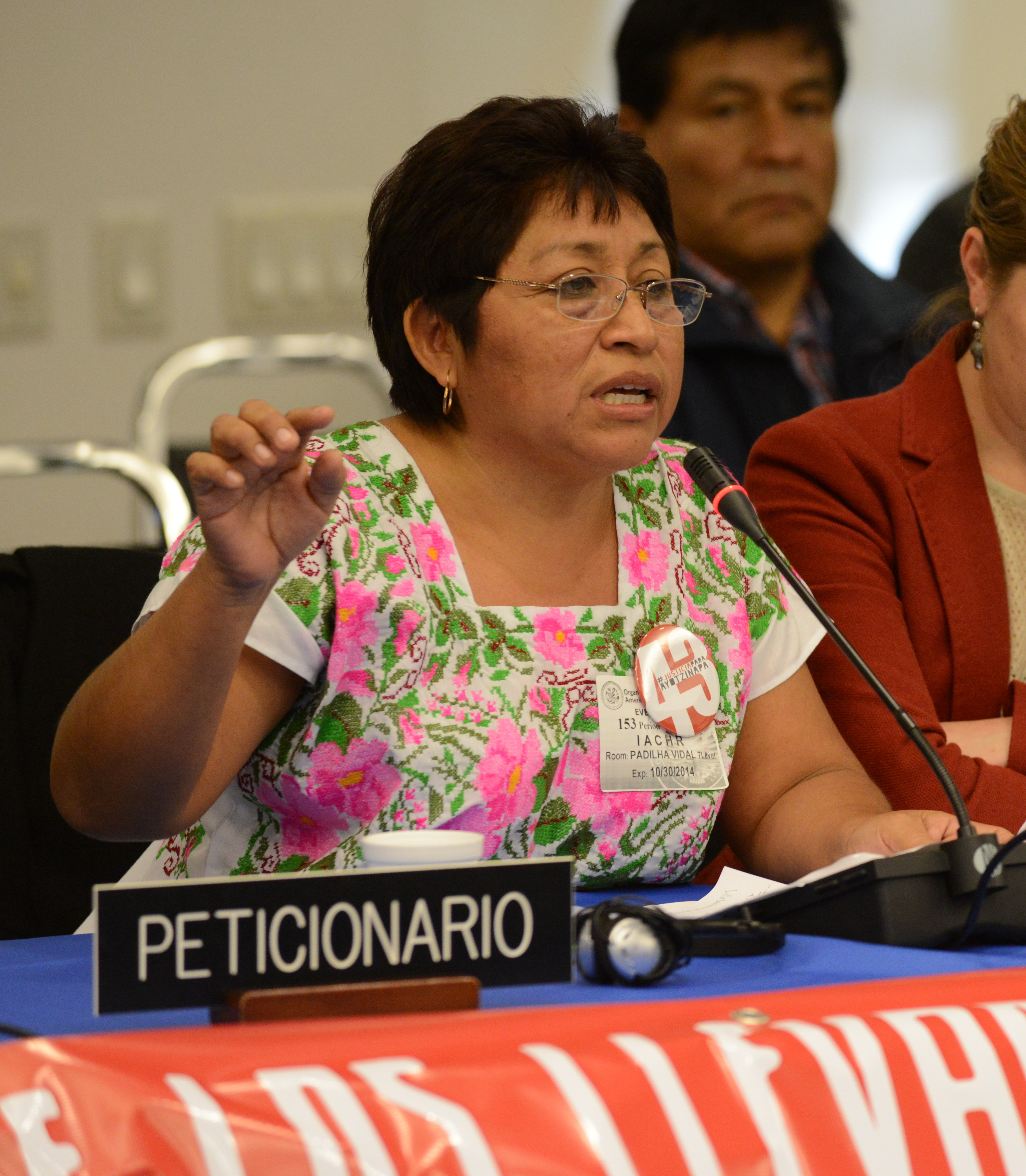
Leydy Pech, 2014

Leydy Araceli Pech Marín (* 1965 in Hopelchén, Mexiko) ist eine indigene Maya-Imkerin und Umweltaktivistin. Sie ist eine Aktivistin, die daran arbeitet, das Bewusstsein für den Einsatz von Pestiziden und deren Auswirkungen auf den natürlichen Lebensraum der Bienen sowie auf die Honigversorgung zu schärfen, die für den Lebensunterhalt der indigenen Mayas auf der Halbinsel Yucatán von entscheidender Bedeutung ist. Sie stoppte erfolgreich Monsantos Anbau von gentechnisch veränderten Sojabohnen in Südmexiko.

## Leben und Werk

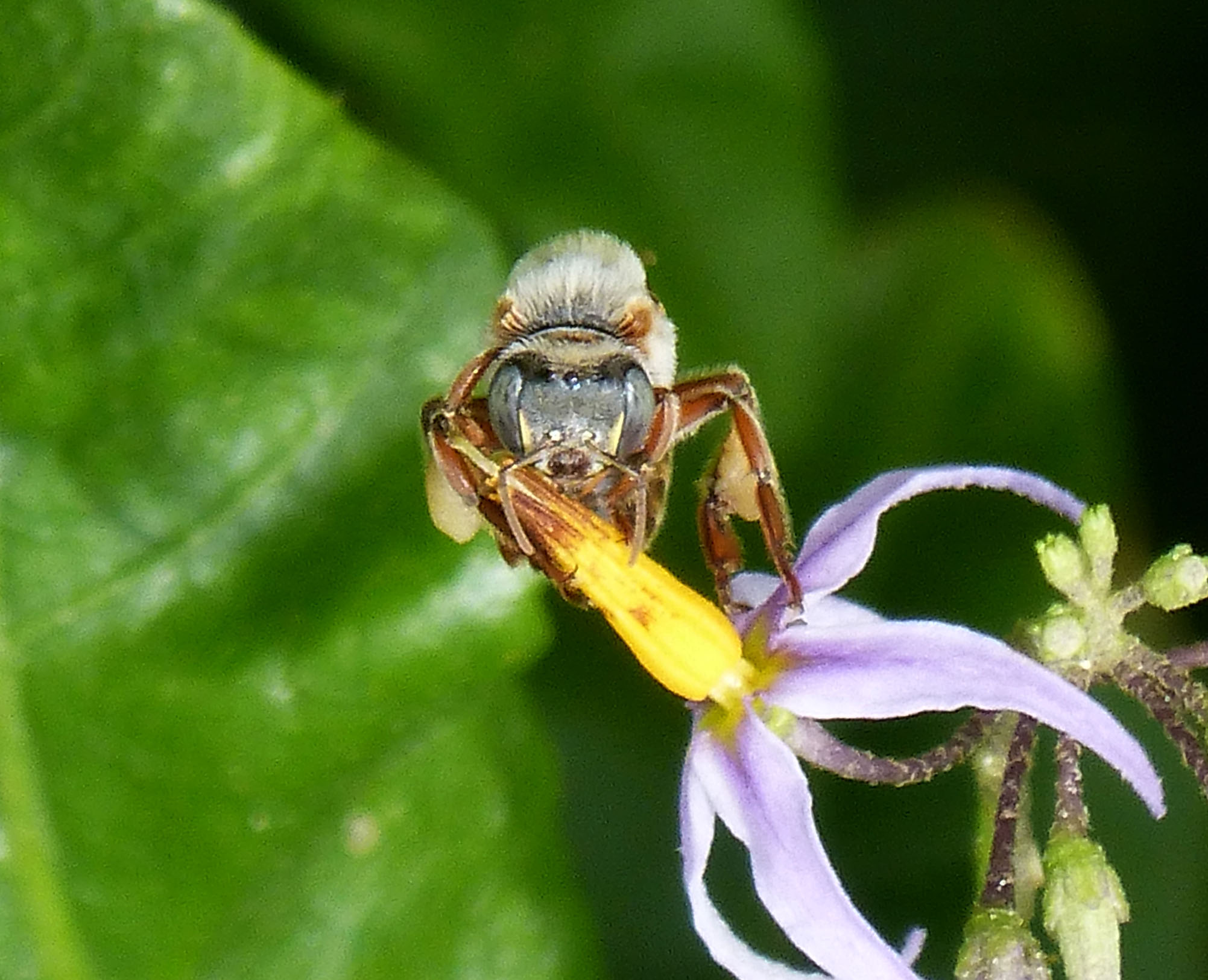
Melipona beecheii an einer Blüte

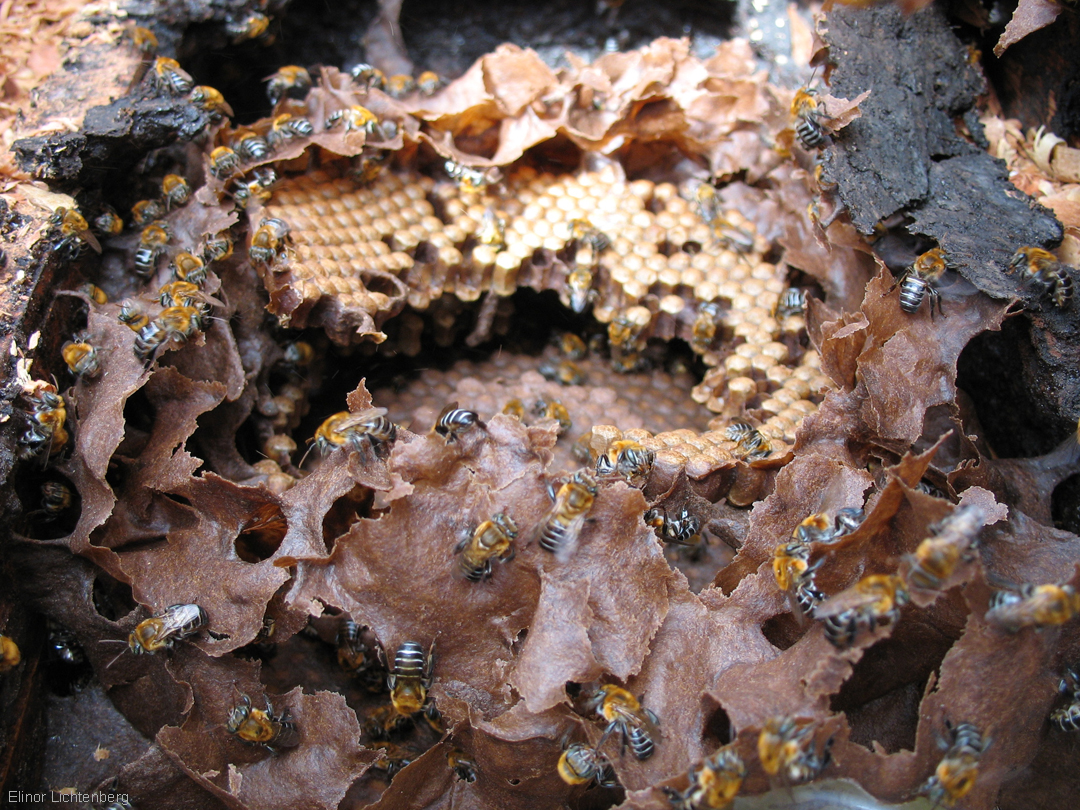
Das Innere eines Nestes der Melipona scutellaris (stachellose Biene), wobei das Involucrum teilweise entfernt wurde, um die Brutzellen zu zeigen

Pech ist in Hopelchén auf der Halbinsel Yucatán geboren und aufgewachsen, wo die Praxis der Bienenhaltung in der Maya-Gemeinschaft Jahrhunderte zurückreicht. Sie konzentriert sich in ihrer Imkerei auf eine seltene einheimische Bienenart, Melipona beecheii. 1995 gründete sie mit anderen Frauen aus Hopelchén die Genossenschaft Koolel-Kab/Muuchkambal, die sich auch für eine nachhaltige Entwicklung ländlicher Maya-Gemeinden einsetzt. Gemeinsam züchten und schützen sie Melipona beecheii, die seit Hunderten von Jahren von den Maya domestiziert wird. Aus den Bienenprodukten stellen die Frauen Honig, Seifen und Cremes her und verkaufen diese im Laden der Organisation.
Als sie die Nachricht erhielt, dass ihr Honig nicht mehr in alle Länder der Europäischen Union exportiert werden darf, weil er zu viel gentechnisch veränderte Pollen enthält, war sie sehr besorgt. Da der Honig die wichtigste Einkommensquelle ist, beschloss sie, etwas dagegen zu unternehmen.
Mennoniten und die Agrarindustrie bauen in Hopelchén gentechnisch veränderte Sojabohnen an, was zu massiver Abholzung und Gesundheitsrisiken führt. Die mexikanische Regierung genehmigte den Anbau, ohne die betroffenen Gemeinden zu konsultieren. Als Reaktion auf den Anbau von gentechnisch veränderten Sojabohnen in der Region schloss Pech im Juni 2012 Bienenzüchter, NGOs und Umweltschützer zu der Koalition Sin Transgenicos zusammen. Im selben Monat reichte Pech zusammen mit der Gruppe eine Klage gegen die mexikanische Regierung ein, um den Anbau von gentechnisch veränderten Sojabohnen zu stoppen. Ihre Argumentation beruhte auf der Tatsache, dass weder die Regierung noch Monsanto die indigenen Gemeinschaften konsultiert hatten, bevor sie die Genehmigungen erteilten. Dies war ein Verstoß gegen die mexikanische Verfassung und das Übereinkommen 169 der Internationalen Arbeitsorganisation.
Pech wandte sich an akademische Institutionen, um Hilfe bei der Dokumentation der Auswirkungen des Anbaus von gentechnisch verändertem Soja auf Honig, Umwelt und Menschen zu erhalten. Daraufhin führte die Nationale Autonome Universität von Mexiko eine Studie über die Produktion von gentechnisch verändertem Soja in Campeche durch, wo Monsanto ein Pilotprojekt durchgeführt hatte. Es wurde nachgewiesen, dass im lokalen Honigvorrat gentechnisch veränderte Sojapollen vorhanden waren. Die Autonome Universität und das Entwicklungsprogramm der Vereinten Nationen untersuchten auch die Auswirkungen von Glyphosat und fanden Spuren des Herbizids im Wasser von Hopelchén und im Urin der Einwohner der Stadt.
Mit diesen Daten in der Hand starteten Pech und ihr Maya-Kollektiv eine Aufklärungskampagne, um lokale Gemeinden und Regierungsvertreter über die negativen Auswirkungen der Produktion von gentechnisch verändertem Soja zu informieren. Sie organisierten eine Reihe von Workshops für Aktivisten und Organisationen zum Informations- und Forschungsaustausch, starteten Petitionen und organisierten zeitgleiche Proteste in sieben Maya-Zeremonienzentren auf der Halbinsel Yucatán mit etwa 2.000 Teilnehmern.
Im November 2015 entschied der Suprema Corte de Justicia de la Nación als Reaktion auf die Klage einstimmig, dass die Regierung vor dem Anbau von gentechnisch veränderten Sojabohnen die indigenen Gemeinschaften konsultieren müsse. Das Urteil verbot den Anbau von gentechnisch veränderten Sojabohnen in Campeche und Yucatán. Im September 2017 widerrief der mexikanische Ernährungs- und Landwirtschaftsdienst dank Pechs Organisation Monsantos Genehmigung zum Anbau gentechnisch veränderter Sojabohnen in sieben Bundesstaaten, darunter Campeche und Yucatán. Diese Entscheidung ist das erste Mal, dass die mexikanische Regierung offizielle Maßnahmen ergriffen hat, um Gemeinschaften und die Umwelt vor gentechnisch veränderten Pflanzen zu schützen.

## Auszeichnungen und Ehrungen (Auswahl)
- 2020: Goldman Environmental Prize[7][8][9]